# Lista de prêmios e indicações recebidos por Red Dead Redemption 2
Red Dead Redemption 2 é um jogo eletrônico de ação-aventura com temática faroeste desenvolvido e publicado pela Rockstar Games. É o terceiro título da série Red Dead e uma prequela de Red Dead Redemption. A história se passa em 1899 em uma representação ficcional do oeste, meio-oeste e sul dos Estados Unidos e acompanha o fora-da-lei Arthur Morgan, que precisa lidar com o declínio do Velho Oeste e sobreviver à perseguição de forças governamentais, gangues rivais e outros adversários. O jogo foi anunciado em 18 de outubro de 2016 e foi altamente antecipado. Foi indicado como Jogo Mais Antecipado no The Game Awards em 2016 e 2017, e como Jogo Mais Aguardado no Golden Joystick Awards.
O jogo foi lançado mundialmente em 26 de outubro de 2018 para PlayStation 4 e Xbox One e recebeu "aclamação universal" da crítica especializada. De acordo com o agregador de resenhas Metacritic, é um dos jogos com maior pontuação no Metacritic, e o jogo mais bem avaliado para PlayStation 4 e Xbox One, ao lado de Grand Theft Auto V, também da Rockstar Games. O jogo teve a melhor abertura de vendas num fim de semana na história do entretenimento, faturando mais de US$ 725 milhões de dólares em três dias. Além disso, Red Dead Redemption 2 foi, no quadro geral, a segunda peça de entretenimento mais lucrativa de todos os tempos (atrás de Grand Theft Auto V) e quebrou o recorde de pré-vendas, mais vendas no primeiro dia de lançamento e maior quantidade de vendas dentro do sistema PlayStation Network.
Red Dead Redemption 2 recebeu mais de 175 prêmios de Jogo do Ano, incluindo prêmios no Australian Games Awards, Brazil Game Awards, Fun & Serious Game Festival, IGN Australia Select Awards e Italian Video Game Awards, além de reconhecimento de veículos de imprensa como 4Players, AusGamers, Complex, Digital Trends, Edge, Electronic Gaming Monthly, Gamereactor, GameSpot, The Guardian, Hot Press, news.com.au, Official Xbox Magazine, The Telegraph, USgamer e Vulture; foi considerado o segundo melhor por várias outras publicações. O jogo foi nomeado como um dos melhores jogos da década de 2010 pela Entertainment.ie, The Hollywood Reporter, Metacritic, National Post, NME, Stuff, Thrillist, VG247 e Wired UK. Além disso, foi classificado entre os melhores jogos de sua geração pela Game Informer, GamesRadar+ e IGN.
O jogo recebeu prêmios e indicações em uma variedade de categorias, com destaque especial para sua história, performances, música e design gráfico. No The Game Awards 2018, recebeu oito indicações e ganhou quatro prêmios: Melhor Design de Áudio, Melhor Narrativa, Melhor Trilha Sonora/Música e Melhor Performance para Roger Clark como Arthur Morgan. No IGN's Best of 2018, o jogo recebeu sete indicações, venceu dois prêmios e ficou em segundo lugar em quatro categorias (atrás de God of War). No 6º SXSW Gaming Awards, Red Dead Redemption 2 foi nomeado Jogo do Ano Viral e ganhou dois prêmios: Excelência em Efeitos Sonoros e Excelência em Conquista Tecnológica. O jogo ainda recebeu oito indicações no 22º D.I.C.E. Award de Jogo do Ano, incluindo Jogo do Ano, sete no 19º Game Developers Choice Awards e seis no 15º British Academy Games Awards.

## Prêmios
| Prêmio                            | Data                    | Categoria                                                      | Destinatário(s)                                                                                  | Resultado | Ref(s). |
| --------------------------------- | ----------------------- | -------------------------------------------------------------- | ------------------------------------------------------------------------------------------------ | --------- | ------- |
| British Academy Games Awards      | 4 de abril de 2019      | Melhor Jogo                                                    | Red Dead Redemption 2                                                                            | Indicado  | [ 58 ]  |
| British Academy Games Awards      | 4 de abril de 2019      | Realização Artística                                           | Red Dead Redemption 2                                                                            | Indicado  | [ 58 ]  |
| British Academy Games Awards      | 4 de abril de 2019      | Realização de Áudio                                            | Red Dead Redemption 2                                                                            | Indicado  | [ 58 ]  |
| British Academy Games Awards      | 4 de abril de 2019      | Melhor Jogo Britânico                                          | Red Dead Redemption 2                                                                            | Indicado  | [ 58 ]  |
| British Academy Games Awards      | 4 de abril de 2019      | Narrativa                                                      | Red Dead Redemption 2                                                                            | Indicado  | [ 58 ]  |
| British Academy Games Awards      | 4 de abril de 2019      | Performance                                                    | Roger Clark como Arthur Morgan                                                                   | Indicado  | [ 58 ]  |
| D.I.C.E. Awards                   | 14 de fevereiro de 2019 | Excelência em Realização Técnica                               | Red Dead Redemption 2                                                                            | Venceu    | [ 59 ]  |
| D.I.C.E. Awards                   | 14 de fevereiro de 2019 | Jogo do Ano                                                    | Red Dead Redemption 2                                                                            | Indicado  | [ 56 ]  |
| D.I.C.E. Awards                   | 14 de fevereiro de 2019 | Jogo de Aventura do Ano                                        | Red Dead Redemption 2                                                                            | Indicado  | [ 56 ]  |
| D.I.C.E. Awards                   | 14 de fevereiro de 2019 | Jogo Online do Ano                                             | Red Dead Redemption 2                                                                            | Indicado  | [ 56 ]  |
| D.I.C.E. Awards                   | 14 de fevereiro de 2019 | Excelência em Animação                                         | Red Dead Redemption 2                                                                            | Indicado  | [ 56 ]  |
| D.I.C.E. Awards                   | 14 de fevereiro de 2019 | Melhor Direção de Arte                                         | Red Dead Redemption 2                                                                            | Indicado  | [ 56 ]  |
| D.I.C.E. Awards                   | 14 de fevereiro de 2019 | Melhor Personagem                                              | Arthur Morgan                                                                                    | Indicado  | [ 56 ]  |
| D.I.C.E. Awards                   | 14 de fevereiro de 2019 | Melhor Direção de Jogo                                         | Red Dead Redemption 2                                                                            | Indicado  | [ 56 ]  |
| Dragon Awards                     | 2 de setembro de 2019   | Melhor Jogo de Ficção Científica ou Fantasia para PC / Console | Red Dead Redemption 2                                                                            | Venceu    | [ 60 ]  |
| Game Audio Network Guild Awards   | 21 de março de 2019     | Prêmio G.A.N.G./MAGFEST de Escolha do Público                  | Red Dead Redemption 2                                                                            | Indicado  | [ 61 ]  |
| The Game Awards                   | 1 de dezembro de 2016   | Jogo Mais Aguardado                                            | Red Dead Redemption 2                                                                            | Indicado  | [ 2 ]   |
| The Game Awards                   | 7 de dezembro de 2017   | Jogo Mais Aguardado                                            | Red Dead Redemption 2                                                                            | Indicado  | [ 3 ]   |
| The Game Awards                   | 6 de dezembro de 2018   | Melhor Design de Áudio                                         | Red Dead Redemption 2                                                                            | Venceu    | [ 48 ]  |
| The Game Awards                   | 6 de dezembro de 2018   | Melhor Narrativa                                               | Red Dead Redemption 2                                                                            | Venceu    | [ 48 ]  |
| The Game Awards                   | 6 de dezembro de 2018   | Melhor Performance                                             | Roger Clark como Arthur Morgan                                                                   | Venceu    | [ 48 ]  |
| The Game Awards                   | 6 de dezembro de 2018   | Melhor Trilha Sonora                                           | Red Dead Redemption 2                                                                            | Venceu    | [ 48 ]  |
| The Game Awards                   | 6 de dezembro de 2018   | Jogo do Ano                                                    | Red Dead Redemption 2                                                                            | Indicado  | [ 48 ]  |
| The Game Awards                   | 6 de dezembro de 2018   | Melhor Jogo de Ação e Aventura                                 | Red Dead Redemption 2                                                                            | Indicado  | [ 48 ]  |
| The Game Awards                   | 6 de dezembro de 2018   | Melhor Direção de Arte                                         | Red Dead Redemption 2                                                                            | Indicado  | [ 48 ]  |
| The Game Awards                   | 6 de dezembro de 2018   | Melhor Direção de Jogo                                         | Red Dead Redemption 2                                                                            | Indicado  | [ 48 ]  |
| Game Developers Choice Awards     | 20 de março de 2019     | Melhor Tecnologia                                              | Red Dead Redemption 2                                                                            | Venceu    | [ 62 ]  |
| Game Developers Choice Awards     | 20 de março de 2019     | Jogo do Ano                                                    | Red Dead Redemption 2                                                                            | Indicado  | [ 57 ]  |
| Game Developers Choice Awards     | 20 de março de 2019     | Melhor Áudio                                                   | Red Dead Redemption 2                                                                            | Indicado  | [ 57 ]  |
| Game Developers Choice Awards     | 20 de março de 2019     | Melhor Design                                                  | Red Dead Redemption 2                                                                            | Indicado  | [ 57 ]  |
| Game Developers Choice Awards     | 20 de março de 2019     | Melhor Narrativa                                               | Red Dead Redemption 2                                                                            | Indicado  | [ 57 ]  |
| Game Developers Choice Awards     | 20 de março de 2019     | Melhor Arte Visual                                             | Red Dead Redemption 2                                                                            | Indicado  | [ 57 ]  |
| Game Developers Choice Awards     | 20 de março de 2019     | Prêmio de Inovação                                             | Red Dead Redemption 2                                                                            | Indicado  | [ 57 ]  |
| Gamers' Choice Awards             | 9 de dezembro de 2018   | Escolha dos Fãs para Lançamento de Outono                      | Red Dead Redemption 2                                                                            | Venceu    | [ 63 ]  |
| Gamers' Choice Awards             | 9 de dezembro de 2018   | Momento de Jogo do Ano                                         | Red Dead Redemption 2 teve a maior abertura de fim de semana de qualquer mídia de entretenimento | Indicado  | [ 63 ]  |
| Golden Joystick Awards            | 17 de novembro de 2017  | Jogo Mais Aguardado                                            | Red Dead Redemption 2                                                                            | Indicado  | [ 4 ]   |
| Golden Joystick Awards            | 16 de novembro de 2018  | Prêmio Escolha da Crítica                                      | Red Dead Redemption 2                                                                            | Venceu    | [ 64 ]  |
| Golden Joystick Awards            | 16 de novembro de 2018  | Melhor Jogo do Ano                                             | Red Dead Redemption 2                                                                            | Indicado  | [ 65 ]  |
| Golden Joystick Awards            | 15 de novembro de 2019  | Melhor Jogo Multijogador                                       | Red Dead Online                                                                                  | Indicado  | [ 66 ]  |
| Guild of Music Supervisors Awards | 13 de fevereiro de 2019 | Melhor Supervisão Musical em um Jogo Eletrônico                | Ivan Pavlovich                                                                                   | Venceu    | [ 67 ]  |
| Hollywood Music in Media Awards   | 20 de novembro de 2019  | Melhor Álbum de Trilha Sonora                                  | Red Dead Redemption 2 – VA OST                                                                   | Venceu    | [ 68 ]  |
| Hollywood Music in Media Awards   | 20 de novembro de 2019  | Melhor Trilha Sonora Original — Jogo Eletrônico                | "That's the Way It Is", escrita e interpretada por Daniel Lanois                                 | Indicado  | [ 69 ]  |
| Brazil Game Awards                | 12 de dezembro de 2018  | Jogo do Ano                                                    | Red Dead Redemption 2                                                                            | Venceu    | [ 14 ]  |
| Brazil Game Awards                | 12 de dezembro de 2018  | Melhor Jogo para Console                                       | Red Dead Redemption 2                                                                            | Venceu    | [ 14 ]  |
| Brazil Game Awards                | 12 de dezembro de 2018  | Melhor Jogo de Ação e Aventura                                 | Red Dead Redemption 2                                                                            | Venceu    | [ 14 ]  |
| Brazil Game Awards                | 12 de dezembro de 2018  | Melhor Trilha Sonora                                           | Red Dead Redemption 2                                                                            | Indicado  | [ 14 ]  |
| Italian Video Game Awards         | 12 de abril de 2019     | Jogo do Ano                                                    | Red Dead Redemption 2                                                                            | Venceu    | [ 17 ]  |
| Italian Video Game Awards         | 12 de abril de 2019     | Melhor Direção de Arte                                         | Red Dead Redemption 2                                                                            | Venceu    | [ 17 ]  |
| Italian Video Game Awards         | 12 de abril de 2019     | Melhor Aúdio                                                   | Red Dead Redemption 2                                                                            | Venceu    | [ 17 ]  |
| Italian Video Game Awards         | 12 de abril de 2019     | Melhor Personagem                                              | Arthur Morgan                                                                                    | Indicado  | [ 70 ]  |
| Italian Video Game Awards         | 12 de abril de 2019     | Melhor Design de Jogo                                          | Red Dead Redemption 2                                                                            | Indicado  | [ 70 ]  |
| Italian Video Game Awards         | 12 de abril de 2019     | Melhor Narrativa                                               | Red Dead Redemption 2                                                                            | Indicado  | [ 70 ]  |
| Italian Video Game Awards         | 12 de abril de 2019     | Escolha do Público                                             | Red Dead Redemption 2                                                                            | Indicado  | [ 70 ]  |
| Japan Game Awards                 | 12 de setembro de 2019  | Prêmio Global Melhor Jogo Estrangeiro                          | Red Dead Redemption 2                                                                            | Venceu    | [ 71 ]  |
| New York Game Awards              | 22 de janeiro de 2019   | Prêmio Herman Melville para Melhor Roteiro                     | Red Dead Redemption 2                                                                            | Venceu    | [ 72 ]  |
| New York Game Awards              | 22 de janeiro de 2019   | Prêmio Estátua da Liberdade para Melhor Mundo                  | Red Dead Redemption 2                                                                            | Venceu    | [ 72 ]  |
| New York Game Awards              | 22 de janeiro de 2019   | Prêmio Big Apple para Melhor Jogo do Ano                       | Red Dead Redemption 2                                                                            | Indicado  | [ 73 ]  |
| New York Game Awards              | 22 de janeiro de 2019   | Prêmio Great White Way para Melhor Atuação em um Jogo          | Roger Clark como Arthur Morgan                                                                   | Indicado  | [ 73 ]  |
| New York Game Awards              | 22 de janeiro de 2019   | Prêmio Great White Way para Melhor Atuação em um Jogo          | Cali Elizabeth Moore como Abigail Roberts                                                        | Indicado  | [ 73 ]  |
| New York Game Awards              | 22 de janeiro de 2019   | Prêmio Tin Pan Alley para Melhor Música em um Jogo             | Red Dead Redemption 2                                                                            | Indicado  | [ 73 ]  |
| Steam Awards                      | 3 de janeiro de 2021    | Jogo do Ano                                                    | Red Dead Redemption 2                                                                            | Venceu    | [ 74 ]  |
| Steam Awards                      | 3 de janeiro de 2021    | Trama Excepcional                                              | Red Dead Redemption 2                                                                            | Venceu    | [ 74 ]  |
| Steam Awards                      | 2 de janeiro de 2024    | Prêmio Feito com amor                                          | Red Dead Redemption 2                                                                            | Venceu    | [ 75 ]  |
| SXSW Gaming Awards                | 16 de março de 2019     | Excelência em SFX                                              | Red Dead Redemption 2                                                                            | Venceu    | [ 55 ]  |
| SXSW Gaming Awards                | 16 de março de 2019     | Excelência em Realização Técnica                               | Red Dead Redemption 2                                                                            | Venceu    | [ 55 ]  |
| SXSW Gaming Awards                | 16 de março de 2019     | Jogo Viral do Ano                                              | Red Dead Redemption 2                                                                            | Venceu    | [ 55 ]  |
| SXSW Gaming Awards                | 16 de março de 2019     | Jogo do Ano                                                    | Red Dead Redemption 2                                                                            | Indicado  | [ 76 ]  |
| SXSW Gaming Awards                | 16 de março de 2019     | Excelência em Animação                                         | Red Dead Redemption 2                                                                            | Indicado  | [ 77 ]  |
| SXSW Gaming Awards                | 16 de março de 2019     | Excelência em Design                                           | Red Dead Redemption 2                                                                            | Indicado  | [ 77 ]  |
| SXSW Gaming Awards                | 16 de março de 2019     | Excelência em Trilha Sonora                                    | Red Dead Redemption 2                                                                            | Indicado  | [ 77 ]  |
| SXSW Gaming Awards                | 16 de março de 2019     | Excelência em Visual                                           | Red Dead Redemption 2                                                                            | Indicado  | [ 77 ]  |
| Titanium Awards                   | 10 de dezembro de 2018  | Jogo do Ano                                                    | Red Dead Redemption 2                                                                            | Venceu    | [ 15 ]  |
| Titanium Awards                   | 10 de dezembro de 2018  | Melhor Design de Jogo                                          | Red Dead Redemption 2                                                                            | Venceu    | [ 15 ]  |
| Titanium Awards                   | 10 de dezembro de 2018  | Melhor Trilha Sonora Original                                  | Woody Jackson                                                                                    | Venceu    | [ 15 ]  |
| Titanium Awards                   | 10 de dezembro de 2018  | Melhor Jogo de Aventura                                        | Red Dead Redemption 2                                                                            | Indicado  | [ 78 ]  |
| Titanium Awards                   | 10 de dezembro de 2018  | Melhor Design Artístico                                        | Red Dead Redemption 2                                                                            | Indicado  | [ 78 ]  |
| Titanium Awards                   | 10 de dezembro de 2018  | Melhor Design de Narrativa                                     | Red Dead Redemption 2                                                                            | Indicado  | [ 78 ]  |